# Juhani Kärkinen
Juhani Tapio Antero Kärkinen (né le 28 octobre 1935 à Kotka et mort le 29 août 2019 à Lahti) est un sauteur à ski finlandais.

## Palmarès

### Jeux Olympiques
| Épreuve / Édition | Squaw Valley 1960 |
| Individuel        | 8e                |

### Championnats du monde
| Épreuve / Édition | Épreuve / Édition | Lahti 1958 |
| Individuel        | Individuel        | Or         |